# Emilio Gutiérrez-Gamero y Romate
Emilio Gutiérrez-Gamero y Romate (Madrid, 7 de maig de 1844 - 26 de març de 1936) va ser un periodista, polític i escriptor espanyol, acadèmic de la llengua i diputat durant el sexenni democràtic

## Biografia
En 1867 es llicencià en dret per la Universitat de Madrid i el 1869 ingressà al Casino de Madrid i a la Reial Acadèmia de Jurisprudència i Legislació. Va treballar com a agent de borsa. A les eleccions generals espanyoles d'agost de 1872 fou elegit diputat per Hinojosa del Duque representant el Partit Radical de Manuel Ruiz Zorrilla. Quan es produí l'abdicació d'Amadeu I d'Espanya va votar a favor de la Primera República Espanyola, raó per la qual en produir-se la restauració borbònica es va exiliar a París, on el 1874 fou nomenat membre de la Comissió d'Hisenda d'Espanya i en 1875 corresponsal del diari Las Novedades. A París conegué Victor Hugo i Sarah Bernhardt, i participà en alguns dels intents insurreccionals de Ruiz Zorrilla. Tanmateix, poc temps després tornà a Espanya, on formà part del partit Izquierda Dinástica. Fou governador civil de València (1883-1885) i de Guipúscoa (1885-1886), i interventor de la Delegació d'Hisenda a Burgos. El 1886 va ser Secretari del Govern, a Madrid, i els anys següents va ser governador civil de Salamanca (1886), Osca (1187-1888), Badajoz (1888-1889) i Terol (1889-1890). El 1903 era Secretari del Banco Español de Crédito.
Ja jubilat, el 1919 fou elegit acadèmic de la Reial Acadèmia Espanyola, i a l'any següent llegí com a discurs d'ingrés La novela social. Com a periodista, col·laborà a La Ilustración Española y Americana, Blanco y Negro i Gente Vieja. També va escriure novel·les de tendència realista i sentimental on reflecteix la vida econòmica i política de l'època. Va morir d'una malaltia bronquial el 3 de març de 1936.

## Obres
- Los de mi tiempo (1897, amb Sitilla, El ilustre Marguindoy, El Conde Perico, La olla grande i La piedra de toque)
- Andróminas (1901)
- La derrota de Mañara (1907)
- Clara Porcia (1925)
- Mis primeros ochenta años (1925)
- Lo que me dejé en el tintero (1928)
- La España que fue (1929)
- Clío en pantuflas (1930)
- El ocaso de un siglo (1932)
- Gota a gota, el mar se agota (1934)